# Dicymbe
Dicymbe es un género de plantas fanerógamas de la familia Fabaceae. Es originario de América. Comprende 21 especies descritas y de estas, solo 17 aceptadas.

## Taxonomía
El género fue descrito por Spruce ex Benth. & Hook.f. y publicado en Genera Plantarum 1: 564. 1865.

## Especies
A continuación se brinda un listado de las especies del género Dicymbe aceptadas hasta mayo de 2011, ordenadas alfabéticamente. Para cada una se indica el nombre binomial seguido del autor, abreviado según las convenciones y usos.
- Dicymbe altsonii Sandwith
- Dicymbe amazonica Ducke
- Dicymbe bernardii Cowan
- Dicymbe corymbosa Benth.
- Dicymbe duidae Cowan
- Dicymbe fraterna Cowan
- Dicymbe froesii Ducke
- Dicymbe heteroxylon Ducke
- Dicymbe hymenaea Barneby
- Dicymbe jenmanii Sandwith
- Dicymbe neblinensis Cowan
- Dicymbe paruensis Cowan
- Dicymbe pharangophila Cowan
- Dicymbe praeruptorum Barneby
- Dicymbe stipitata Cowan
- Dicymbe uaiparuensis Cowan
- Dicymbe yutajensis Cowan